# Rallycross di Lettonia

Il circuito del Biķernieku Kompleksā Sporta Bāze, sede abituale del Rallycross di Lettonia

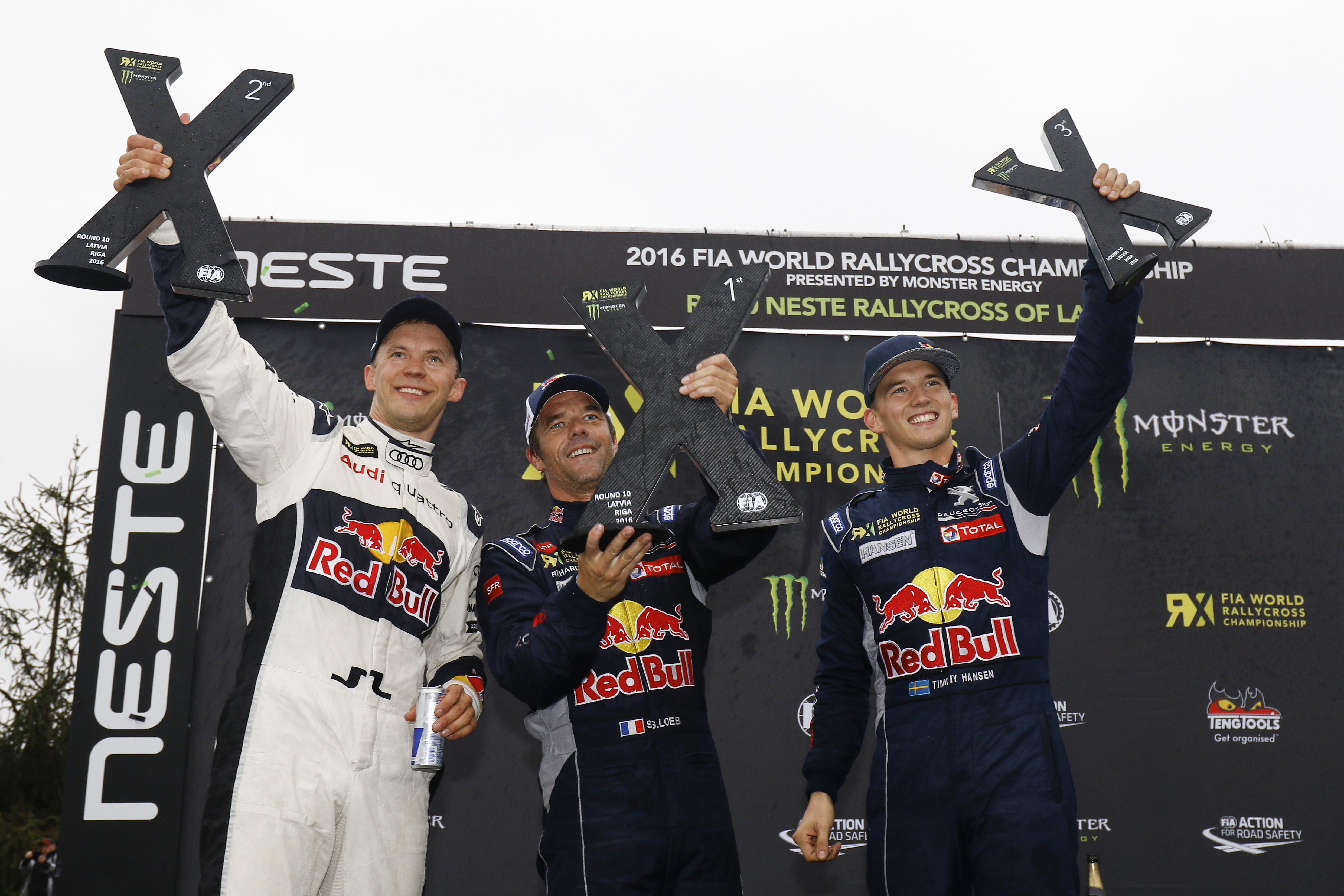
Il podio della prima edizione: da sinistra Mattias Ekström, il vincitore Sébastien Loeb e Timmy Hansen

Il Rallycross di Lettonia, ufficialmente denominato Rallycross of Latvia, talvolta Rallycross of Riga-Latvia, è una prova di rallycross che si svolge in Lettonia e dal 2016 è sede abituale di una tappa del campionato del mondo rallycross e del campionato europeo rallycross, chiamate rispettivamente World RX of Latvia (o World RX of Riga-Latvia) ed Euro RX of Latvia (o Euro RX of Riga-Latvia). La manifestazione si tiene solitamente sul circuito del Biķernieku Kompleksā Sporta Bāze a Riga, capitale della nazione baltica.

## Edizioni
Vengono indicati soltanto i vincitori nella massima categoria: RX1 (dal 2021 in poi), Supercar (dal 2011 al 2020), Division 1 (dal 1997 al 2010), Division 2 (dal 1982 al 1996) e TC Division (dal 1978 al 1981).
| Anno       | Denominazione                | Validità          | Vincitori             | Auto               | Scuderia                  |
| Sede: Riga | Sede: Riga                   | Sede: Riga        | Sede: Riga            | Sede: Riga         | Sede: Riga                |
| ---------- | ---------------------------- | ----------------- | --------------------- | ------------------ | ------------------------- |
| 2016       | Neste RX of Latvia 2016      | World RX          | Sébastien Loeb        | Peugeot 208        | Team Peugeot-Hansen       |
| 2016       | Neste RX of Latvia 2016      | Euro RX           | Tommy Rustad          | Peugeot 208        | Albatec - HTB Racing      |
|            |                              |                   |                       |                    |                           |
| 2017       | Neste RX of Latvia 2017      | World RX          | Johan Kristoffersson  | VW Polo R          | PSRX Volkswagen Sweden    |
| 2017       | Neste RX of Latvia 2017      | Euro RX           | Anton Marklund        | VW Polo            | Marklund Motorsport       |
|            |                              |                   |                       |                    |                           |
| 2018       | Neste RX of Latvia 2018      | World RX          | Johan Kristoffersson  | VW Polo R          | PSRX Volkswagen Sweden    |
| 2018       | Neste RX of Latvia 2018      | Euro RX           | Reinis Nitišs         | Ford Fiesta MK6    | Set Promotion             |
|            |                              |                   |                       |                    |                           |
| 2019       | Neste RX of Latvia 2019      | World RX          | Timmy Hansen          | Peugeot 208        | Team Hansen MJP           |
| 2019       | Neste RX of Latvia 2019      | Euro RX           | Jean-Baptiste Dubourg | Peugeot 208        | -                         |
|            |                              |                   |                       |                    |                           |
| 2020       | Neste RX of Riga-Latvia 2020 | World RX - gara 1 | Johan Kristoffersson  | VW Polo GTI RX     | Kristoffersson Motorsport |
| 2020       | Neste RX of Riga-Latvia 2020 | World RX - gara 2 | Mattias Ekström       | Audi S1 RX quattro | KYB Team JC               |
| 2020       | Neste RX of Riga-Latvia 2020 | Euro RX           | Oliver Eriksson       | Ford Fiesta Mk7    | Olsberg MSE               |
|            |                              |                   |                       |                    |                           |
| 2021       | Ferratum RX of Riga 2021     | World RX - gara 1 | Niclas Grönholm       | Hyundai i20        | GRX-Set World RX Team     |
| 2021       | Ferratum RX of Riga 2021     | World RX - gara 2 | Johan Kristoffersson  | Audi S1            | KYB EKS JC                |
| 2021       | Ferratum RX of Riga 2021     | Euro RX           | Jānis Baumanis        | Škoda Fabia        | ESMotorsport              |